# 陈雷 (1917年)
陈雷（1917年10月25日—2006年12月5日），男，黑龙江桦川人，中华人民共和国政治人物、书法家，原东北抗日联军成员，中华人民共和国建立后，长期在黑龙江省任职。

## 生平
原名姜士元，曾用名陈雨田，笔名老泉山人，籍贯黑龙江省桦川县。
1936年2月加入中国共产党，1979年12月至1985年5月任黑龙江省省长，是中共第十届中央委员，中共十三大当选中央顾问委员会委员，曾在文化大革命中遭受迫害。
2006年12月5日，在哈尔滨病逝。

## 家庭
夫人李敏。